# Иљко
Иљко, такође познат и као Илко, Инко, Инослав, је био, по старијој историографији, легендарни кнез (dux) Приморске Хрватске у другој половини 9. века. Данас се у историографији сматра да Иљко није ни постојао, односно да је резултат погрешног превода Дандолове хронике.  

## Биографија
Иљко је сматран за сина кнеза Домагоја, оснивача Домагојевића, који је владао Приморском Хрватском од око 864. до око 876. године. Једини историјски извор који помиње Иљка јесте "Мала хроника Дандола" (Annales Danduli minores ili Chronicon breve). Пишући о нападима Хрвата на истарску обалу и о поморској бици са Млетачком републиком (дужд Урса Патрицијак) 876. године, Дандоло помиње "Yllicus Sclavoniae princeps". У старијој историографији се сматрало да је наводни "Иљко" најстарији син и наследник кнеза Домагоја који је обављао функцију кнеза између очеве смрти (око 876.) и 878. године, када је поуздано на власт дошао Здеслав, син Трпимира, уз помоћ војске Византијског царства. Дужа редакција хронике у којој се помиње Иљко није настала од самог Дандола, већ од стране неког приређивача који се ослањао на краћу редакцију. Динић је сматрао да је Иљко резултат погрешне интерпретације латинске речи "illico", што данашња наука прихвата. 